# Thrixeena Akua
Thrixeena Akua (ur. 4 marca 1994) – nauruańska lekkoatletka, sprinterka.
W 2010 wystartowała w letnich igrzyskach olimpijskich młodzieży w Singapurze. W dniu 19 sierpnia wzięła udział w eliminacyjnym wyścigu na 200 m, gdzie zajęła ostatnie, szóste miejsce z czasem 30,27 (jedna zawodniczka – Yaneisi Ribeaux – nie ukończyła biegu). Ten wynik pozwolił jej na start w Finale C, gdzie poprawiła czas z eliminacji przebiegając dystans w 30,08 s i zajmując trzecie miejsce (był to jednakże ostatni czas finału, gdyż aż trzy zawodniczki – Noelyn Kukapi, Aichetou Mbodj, Yaneisi Ribeaux – zostały zdyskwalifikowane). W łącznej klasyfikacji zajęła 17. miejsce.
Wystartowała dwukrotnie (bieg na 100 m i 200 m) w zawodach lekkoatletycznych podczas Igrzysk Wspólnoty Narodów Młodzieży 2011. Pierwszym dystansem w którym wystartowała, było 100 m. W eliminacjach, które odbyły się 9 września, przebiegła tę odległość w czasie 14,18 s, co dało jej przedostatnie, siódme miejsce. Do zwyciężczyni biegu Sophie Papps straciła 2,03 s; słaby wynik nie pozwolił jej na awans do dalszej fazy zawodów. 
Dzień później wystartowała na dwukrotnie dłuższym dystansie. W swoim biegu eliminacyjnym, uzyskała ostatni, piąty czas – 29,61 s – tracąc do zwyciężczyni Caroline Morin-Houde ponad 5 sekund (24,40 s). Nie pozwoliło to jej na dalszą rywalizację na tym dystansie.